# Савельев, Николай Николаевич
Николай Николаевич Савельев (род. 1 августа 1951) — российский политический деятель, депутат Государственной думы второго созыва

## Биография
Окончил Военно-инженерную академию им. В. В. Куйбышева; был заместителем председателя Контрольно-бюджетного комитета при Верховном Совете РФ; перед избранием депутатом был специалистом-экспертом аппарата фракции КПРФ в Государственной Думе первого созыва.
В декабре 1995 г. был избран в Государственную Думу РФ по списку партии «Коммунистическая партия Российской Федерации», был членом фракции КПРФ, членом Комитета по собственности, приватизации и хозяйственной деятельности.